# گوش بده فیلیپ
گوش بده فیلیپ (انگلیسی: Listen Up Philip) یک فیلم کمدی-درام محصول ۲۰۱۴ به نویسندگی و کارگردانی الکس راس پری است. این فیلم اولین نمایش جهانی خود را در در ۲۰ ژانویهٔ ۲۰۱۴ جشنواره فیلم ساندنس ۲۰۱۴ تجربه کرد و جایزهٔ ویژهٔ هیئت داوران را نیز در جشنوارهٔ بین‌المللی فیلم لوکارنو در سال ۲۰۱۴ دریافت کرد.